# Étienne Constantin de Gerlache
Étienne Constantin de Gerlache, född 25 december 1785 i Bertrix, död 10 februari 1871 i Ixelles, var en belgisk politiker, historiker och baron.
de Gerlache studerade juridik i Paris och praktiserade en tid där, men flyttade till Liège efter att Konungariket Nederländerna hade etablerats efter Napoleonkrigen. Han valdes 1824 av det klerikala partiet till medlem av generalstaternas andra kammare, blev 1830 medlem av belgiska nationalkongressen och valdes kort därpå, efter Erasme Louis Surlet de Chokier utnämning till regent, till kongressens president. de Gerlache stod i spetsen för den deputation, som 1831 erbjöd prins Leopold den belgiska kronan. I dessa roller ser vissa källor därför honom som Belgiens första premiärminister i februari-mars 1831, snarare än Albert Joseph Goblet d'Alviella.
de Gerlache utnämndes 1832 till president i kassationsdomstolen, men fortsatte också att som de klerikalas ledare att delta i det politiska livet. År 1843 upphöjdes han i friherrligt stånd. Hans förnämsta arbete är Histoire du royaume des Pays-Bas 1814–30 (1839; fjärde upplagan i tre band, 1875). de Gerlaches Œuvres complètes utgavs av Jean-Joseph Thonissen (tredje upplagan, sex band, 1874–1875).

## Utmärkelser
- Officer av Hederslegionen[8]
- Riddare av Gregoriusorden[8]
- Storkors av Leopoldorden[8]
- Kommendör av Piusorden[8]
- Belgiens järnkors[8]

[Redigera Wikidata]